# Sutter Buttes
Les Sutter Buttes sont un dôme de lave éteint situé de manière isolé près de Yuba City au centre de la vallée de Sacramento en Californie. Son sommet le plus élevé culmine à 645 mètres d'altitude. Il est nommé en hommage à John Sutter.

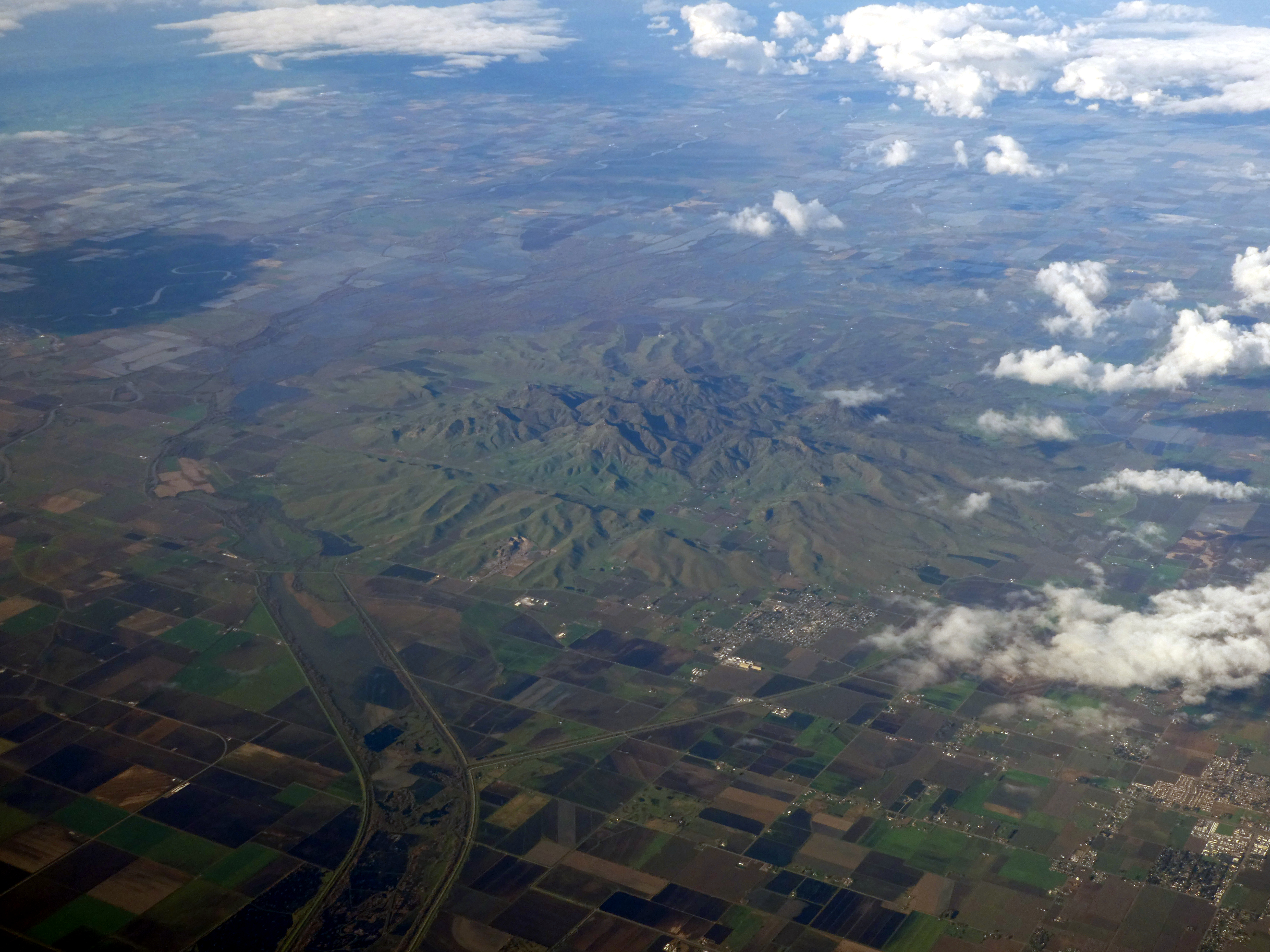
Vue aérienne.
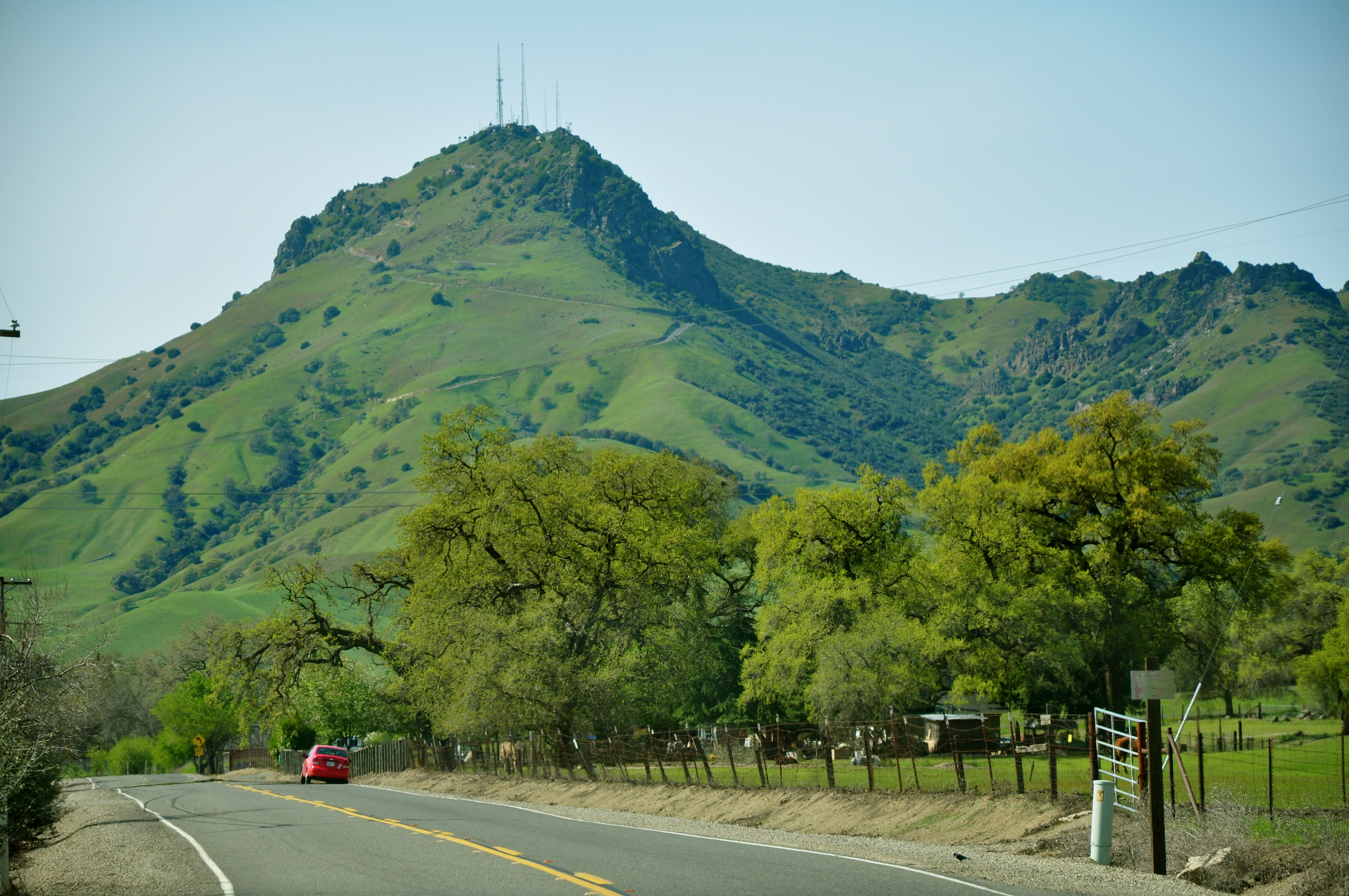
Vue de South Butte, la plus élevée, depuis l'est.
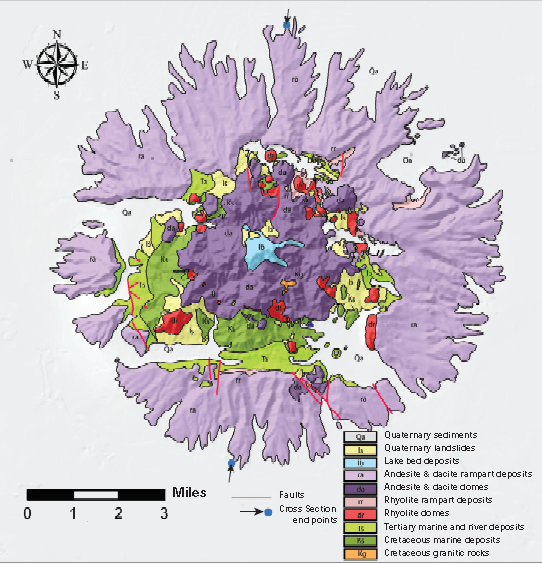
Carte géologique.
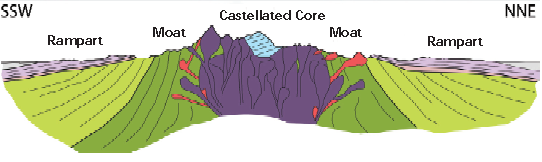
Vue en coupe géologique.